# Cung điện ở Ołdrzychowice Kłodzkie
Cung điện ở Ołdrzychowice Kłodzkie (tiếng Ba Lan: Pałac w Ołdrzychowicach Kłodzkich) là một cung điện ở làng Ołdrzychowice Kłodzkie, thuộc tỉnh Dolnośląskie, Ba Lan. Cung điện là một phần của khu phức hợp rộng lớn bao gồm: một nhà phụ, một nông trại, bức tường xung quanh và cổng. Đây là một cung điện hai tầng theo phong cách cổ điển với diện tích 810 m² được xây dựng trên một mặt phẳng hình chữ nhật. Cung điện là một trong những địa điểm nổi tiếng và được ghé thăm nhiều nhất trong vùng Kłodzko, đặc biệt là vì nó nằm trên con đường chính dẫn đến thành phố xinh đẹp và thơ mộng Lądek-Zdrój.

## Lịch sử hình thành
Việc xây dựng khu phức hợp bắt đầu vào năm 1572. Các chủ sở hữu kế tiếp xây dựng và tân trang lại khu phức hợp này, đặc biệt là vào thế kỷ 18 theo phong cách Baroque. Sau đó, các tòa nhà phụ và trang trại được thêm vào. Theo yêu cầu từ gia đình  quý tộc Magnis, trang viên được tân trang lại một lần nữa theo hướng cổ điển vào thế kỷ 19. Sau khi Chiến tranh thế giới thứ hai kết thúc, người Nga bắt đầu quan tâm đến cung điện và đã lấy đi những tác phẩm nghệ thuật từng được đặt ở đây trước chiến tranh. Trong giai đoạn 1949-1990, cung điện là trụ sở của một nông trường quốc doanh. Hiện tại, Cơ quan Tài sản Nông nghiệp của Kho bạc Nhà nước (Ba Lan) đang quản lý cung điện này.